# Mimudea lugubralis
Mimudea lugubralis là một loài bướm đêm trong họ Crambidae.